# Gueuze

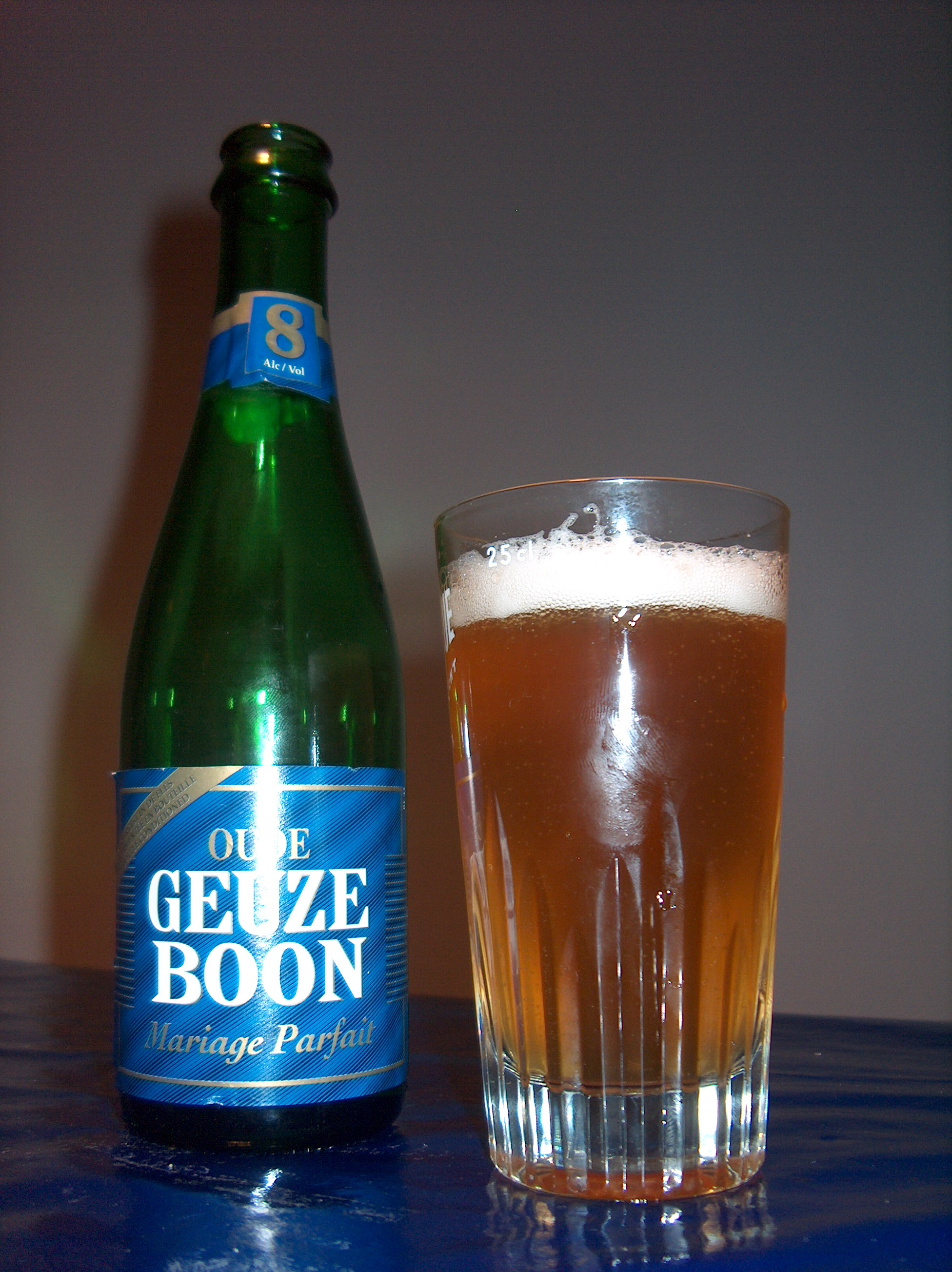
Gueuze

Gueuze eller geuze är en öltyp från Belgien, och räknas som en form av Lambic.
Det spontanjästa ölet lambic i ren form exporteras inte från Belgien, och säljs endast på tapp i vissa områden i Belgien. Istället är det blandningen gueuze som buteljeras och säljs. Det tillverkas genom att äldre lambic blandas med yngre brygder innan ölet buteljeras. Genom blandning får ölet en fortsatt jäsning på flaskan, eftersom det finns jäst och jäsbart extrakt kvar i de yngre lambicölen. Gueze innehåller en del av en treårig lambic, en del tvåårig och en del ettårig lambic. Smaken kan beskrivas som väldigt syrlig och torr.